# Animated Portable Network Graphics
Animated Portable Network Graphics (APNG, engl. bewegte portable Netzwerkgrafik) ist eine Erweiterung des Grafikformats PNG. Es wurde als einfache Alternative zum MNG-Format konzipiert, um wie bei GIF Bilder und Animationen in nur einem Dateiformat speichern zu können. APNG soll nach den Angaben seiner Entwickler die häufigsten Anforderungen an bewegte Bilder im Internet erfüllen.

## Beschreibung
Das ursprünglich für animierte PNG-Dateien angedachte Format MNG wurde von führenden Browser-Herstellern abgelehnt, da es sehr komplex war und die Implementierung viele Ressourcen verbrauchte. So beanspruchte der MNG-Decoder alleine soviel Platz wie alle anderen Image Decoder zusammen, während APNG nur rund 5 KByte zusätzlichen Code benötigt.
Das APNG-Format wurde 2004 von den Mozilla-Entwicklern Stuart Parmenter und Vladimir Vukicevic vorgelegt. Neben der Spezifikation legten die beiden auch einen Patch für Mozilla vor, um das PNG-Format um Animationen – samt Unterstützung für Alphakanäle – zu erweitern.
APNG ist abwärtskompatibel zu PNG. Ein Anwendungsprogramm, das PNG unterstützt, soll auch eine APNG-Animation als einzelnes Bild darstellen können. Dieses Bild kann ein Einzelbild der Animation sein oder unabhängig davon in der Datei enthalten sein.

## Unterstützende Browser
Folgende Browser unterstützen APNG:
- Firefox ab Version 3.0[7]
- Google Chrome Mobile für iOS spätestens ab Version 45.0
- Opera ab Version 9.50[8] bis Version 12.16 und wieder ab Version 46[9]
- Opera Mobile spätestens ab Version 10
- Flock in Version 2.0
- SeaMonkey ab Version 2.0
- Apple Safari ab Version 8.0 für iOS und OS X Yosemite[10]
- Google Chrome ab Version 59[11][12]
- Edge ab Version 79 (Edge Chromium)

Für verbleibende Benutzer des Internet Explorers können mit Browserweichen GIF-Pendants parallel eingebunden werden.

## Kritik
APNG steht im Widerspruch zum von den PNG-Entwicklern formulierten Grundgedanken, eine klare Trennung zwischen Bild- und Animationsformaten beizubehalten. Die PNG-Entwicklergruppe sprach sich im April 2007 gegen die Registrierung der APNG-Datenblöcke als offizielle Erweiterung des PNG-Formates aus; damit bleibt MNG deren offizielles Animationsformat. Thomas Boutell, der den ersten Entwurf zu PNG schrieb und das Format lange Zeit führend mitentwickelte, steht APNG jedoch sehr positiv gegenüber. Im Entwurf zur dritten Version des PNG-Standards ist der Aufbau von APNG-Datenblöcken, im Gegensatz zu früheren Entscheidungen des Komitees, offiziell enthalten.
Mit MNG-VLC (very low complexity), einer fest spezifizierten Untermenge des vollständigen MNG-Formates, existiert bereits ein offizieller Standard der MNG-Entwicklergruppe für einfache Animationen. Vom Standpunkt des Funktionsumfangs und der Komplexität ist MNG-VLC mit APNG vergleichbar. Die Entwickler der Mozilla Application Suite hatten trotz Beschwerden der Community die Unterstützung für das MNG-Format ab der Version 1.5a fallen gelassen.